# Vesselhorn
Vesselhorn ( af visent europæisk bison) er to stiliserede horn og bruges som hjelmtegn i en mængde person- og slægtsvåbener. 
I middelalderens hjelmtegn er de bueformede, mens de fra 1600-tallet gengives lyreformede med en rund åbning øverst. 
Vesselhorn er velkendte i skandinaviske og tyske våben, men nærmest ukendte i britiske våben.